# Gerda von Below
Gerda von Below, verheiratete Freifrau Treusch von Buttlar-Brandenfels (* 9. November 1894 in Saleske im Kreis Stolp; † 30. März 1975 in Darmstadt) war eine deutsche Schriftstellerin.

## Leben
Sophie Anna Marie Gerda von Below wurde am 9. November 1894 auf Gut Saleske im Kreis Stolp als Tochter des Rittmeisters Walter von Below und der Schriftstellerin Anna von Herder geboren. Sie war eine Ururenkelin von Johann Gottfried Herder. Sie wurde zunächst von Hauslehrern unterrichtet und kam 1909 auf ein Lyzeum in Weimar, wo sie 1911 ihr Abitur machte. 1913 ging sie nach Berlin, wo sie unter anderem Musik und Komposition studierte. Nach Ausbruch des Ersten Weltkriegs ging sie als Rot-Kreuz-Schwester an ein Krankenhaus in Schlawe, hielt diese Tätigkeit aber nur bis Ostern 1915 durch. Sie ging dann zur Erholung nach Blankenburg.
Im Jahre 1919 heiratete sie Albrecht Freiherr Treusch von Buttlar-Brandenfels, der Korvettenkapitän war. Die Familie lebte in Berlin. Aus der Ehe gingen zwei Söhne und eine Tochter hervor.
In der Zeit zwischen den Weltkriegen veröffentlichte sie – unter ihrem Geburtsnamen von Below – Gedichte und Prosa, darunter 1937 auch Weiheverse an Adolf Hitler. 1943 erschien ihr letztes Buch, die Novellensammlung Heimat des Bluts.
Im Zweiten Weltkrieg verlor sie ihren Ehemann und einen Sohn. Sie zog 1953 aus Berlin zunächst nach Hinterzarten, dann 1954 nach Freiburg im Breisgau und zuletzt nach Darmstadt. Sie übte den Beruf einer wissenschaftlichen Graphologin aus. Im Dezember 1953 nahm sie an der Herder-Ehrung in Weimar teil, wo sie ein Grußwort hielt. In Freiburg engagierte sie sich in der Weltorganisation der Mütter aller Nationen und wurde 2. Kreisvorsitzende der Organisation. Ihre Werke wurden nur noch selten gedruckt. In der von Fritz Raeck im Jahre 1969 herausgegebenen Anthologie Pommersche Literatur ist sie mit sechs Gedichten vertreten. Im Jahre 1974 erschien zu ihrem 80. Geburtstag noch einmal eine kleine Werkauswahl auf 24 Seiten. Sie starb am 30. März 1975 in Darmstadt.

## Werke

### Buchausgaben
- Verse aus der großen Stadt und andere Gedichte. Selbstverlag, Berlin 1922.
- Der Gott im Labyrinth. Gedichte. G. Müller, München 1925.
- Der heilige Tierkreis. Berlin 1930. = Die Anthologie; Lyrische Flugblätter des Kartells Lyrischer Autoren und des Bundes deutscher Lyriker, Flugblatt Nr. 4.
- Das Haus der Mütter. Erzählungen. Die Rabenpresse, Berlin 1933.
- Raum der Liebe. Gedichte. Die Rabenpresse, Berlin 1933.
- Der Brennspiegel. Gedichte. Holle & Co., Berlin 1936.
- Heimat des Bluts. Bertelsmann, Gütersloh 1943.

### Beiträge in Zeitschriften
- Das Tal des Todes. In: Unser Pommerland. 14. Jahrgang, 1929, S. 294.
- Salesker Herrenhaus. In: Unser Pommerland. 18. Jahrgang, 1933, S. 27.
- Das Meer. In: Unser Pommerland. 21. Jahrgang, 1936, S. 130.

### Auswahlband
- Gerda von Buttlar-Below. Eine Auswahl aus Poesie und Prosa.  Bezirksgruppen Rhein-Main und Süd-West des Arbeitskreises für Deutsche Dichtung, 1974.